# Ptilopsis granti
Ptilopsis granti là một loài chim trong họ Strigidae.